# 北平郡
北平郡是中國晉代以後北朝的郡级行政区划。
北魏時，其位置大約位於今日中華人民共和國的河北省保定市。
北平郡不同於西晉時更名爲北平郡的右北平郡。儘管自漢代起“北平”作爲縣名就專指保定滿城一帶，直至晉代作爲郡名衹能是秦朝設置的右北平郡。北魏析原冀州中山郡設定北平郡，使得定州（原冀州）與平州（原幽州）各有一“北平郡”，造成一定混亂，甚至同時存在四個「北平」地名：
- 平州北平郡（今唐山地級市、薊縣及寧城縣一帶）
- 定州北平郡（今保定地級市一帶）
- 定州北平郡北平县（今保定市滿城縣）
- 荊州襄城郡／襄州宣義郡北平縣（今河南南陽方城）